# Études d'économie en France
L'enseignement de l'économie en France est l'ensemble des institutions éducatives qui enseignent l'économie dans ce pays, ainsi que le contenu des cours eux-mêmes.

## Histoire

### Genèse
La première chaire d'économie en France est celle du Conservatoire national des arts et métiers, en 1820. Elle est occupée par l'économiste Jean-Baptiste Say. L'université ne commence à enseigner l'économie que dans les années 1860 et 1870. Le premier enseignement d'économie en faculté est donné à la faculté de droit de l'université de Paris en 1864. Elle est alors considérée comme une « discipline auxiliaire du droit ».

### Autonomisation
L'économie en tant que discipline académique évolue dans les décennies qui suivent pour s'autonomiser, tout en affirmant son lien avec des disciplines connexes (mathématiques, histoire, etc.). Le développement de l'économie comme discipline à part entière dans les grands pays occidentaux influence le développement de l'enseignement de l'économie en France. L'École des Annales, en donnant une place prépondérante à l'économie dans ses recherches, contribue à lui donner des lettres de noblesse. L'École libre des sciences politiques contribue à l'affermissement de l'enseignement de l'économie politique en proposant des cours régulièrement mis à jour.

### Démocratisation
La licence d'économie est créée en 1959, et l'économie est enseignée au lycée à partir de 1966. L'École nationale d'administration en fait l'une de ses disciplines reines dans les années 1960 et 1970 ; les cursus d'économie et de gestion se multiplient dans les années 1980. L'économie devient discipline obligatoire en seconde après la réforme du lycée de Jean-Michel Blanquer et Pierre Mathiot.

## Enseignement

### Dans le système secondaire
L'enseignement de l'économie au cours des trois années du lycée (obligatoire en classe de Seconde, et optionnel par la suite), répond à l'objectif, fixé par le ministère de l'Éducation nationale, d'apporter une connaissance minimale de l'économie aux futurs citoyens. Le contenu des programmes fait l'objet de débats récurrents (voir #Débats et critiques).

### Dans le système supérieur
L'économie est enseignée dans les facultés d'économie et de gestion des universités. Elle est aussi enseignée dans les Grandes écoles, et notamment dans les Institut d'études politiques, dans certaines écoles d'ingénieur, dans certaines Écoles normales supérieures, et dans les écoles de la haute fonction publique (École nationale d'administration, École des hautes études en santé publique, ...). Plusieurs écoles dédiées à l'économie existent, telles que la Toulouse School of Economics ou la Paris School of Economics.
Les écoles d'ingénieur tendent à enseigner une économie plus mathématisée, tandis que les IEP enseignent l'économie sous le prisme des politiques publiques. Cela est particulièrement le cas également à l'ENA. 

## Débats et critiques

### Impérialisme académique
L'enseignement de l'économie dans le secondaire est critiqué à plusieurs titres. La première critique qui lui est adressé est que la discipline déborde sur un grand nombre de disciplines connexes à l'économie, comme la sociologie, la démographie, ou encore la science politique. L'économie serait donc coupable d'impérialisme économique.

### Choix de thèmes traités
La deuxième critique est celle de la neutralité axiologique des enseignements au lycée. Alain Lemasson soutient ainsi que les manuels de lycée se concentrent beaucoup sur l'économie de l'écologie et critiquent trop la finance, en oubliant de traiter de thèmes tels que l'économie digitale et les startups. D'autres ont au contraire soutenu que les manuels présentaient l'entreprise de manière trop négative.

### Biais doctrinaux
Certains économistes, tels qu'André Orléan, se montrent critiques vis-à-vis de l'enseignement de l'économie en France. Orléan soutient que l'enseignement français passe par une approche néoclassique, et considère que certains économistes proches des pouvoirs publics essaient d'empêcher l'éclosion d'un projet d'enseignement d'autres formes d'approche économique.
André Orléan a reproché à Jean Tirole, tout juste couronné de son prix Nobel d'économie, d'avoir usé de son influence auprès du ministère pour empêcher un projet d'enseignement d'autres formes d'approche économique.

### Adéquation avec les enjeux de l'économie
L'objectif qui doit être assigné à l'enseignement de l'économie est lui-même débattu. Durant les années 2000 émerge le Mouvement des étudiants pour la réforme de l'enseignement de l'économie, surnommé « Autisme-économie », qui critique ce qu'il considère être l'inadéquation de l'enseignement de l'économie face aux enjeux contemporains. Ce mouvement incite l'exécutif à commander à Jean-Paul Fitoussi un rapport sur le sujet.